# Power Rangers: Mystic Force
A Power Rangers: Mystic Force (gyakran az angol címből PRMF betűszónak vagy csak egyszerűen Mystic Force-nak rövidítve) egy amerikai gyermekeknek készült televíziós sorozat; a Power Rangers széria egyik tagja. Mint azok mindegyike, a Mystic Force is a japán „Super Sentai” sorozaton alapul.
A Mystic Force egyes epizódjai körülbelül 22 percesek, és szám szerint 32 van belőlük. Először 2006. február 20-án kezdték el sugározni.

## Történet
20 évvel ezelőtt egy a miénkkel párhuzamos varázslatos dimenzióban a sötétség erői kerültek hatalomra és elkezdődött a Nagy Csata.
A meg-nem-holtak ármádiája, akiket egy erős harcos vezetett, elözönlötte a földet, szemet vetett az emberek világára és még az azon is túl lévő erőkre, de a bátor és igazszívű varázslók egy kisebb légiója színre lépett. A misztikusok vitéziül harcoltak dacolva az esélyekkel, amíg el nem űzték a sötétség erőit az emberi világból. Leanbow, a legnagyobb varázsló mind közül, egy erős varázsigével az Alvilágba száműzte az ellenséget, a Kapuőrző pedig bezárta annak kapuját mindörökre. A jó erőknek sikerült meghiúsítani a sötét erők tervét, a világ elfoglalását, de elvesztették Leanbowt, aki úgy akart biztosra menni, hogy a Kapu másik oldalára ment, és bezáratta magát. Az emberi világ mindmáig nem tudott a Nagy Háborúról, sem azokról, akik az életüket áldozták azért, hogy a pusztulást megakadályozzák. Még a mai napig békében és zavartalanul élnek, nem is gondolva a sötét erők ébredésére.
Egy nap Briarwood városát egy földrengés rázta meg, amely elég volt ahhoz, hogy a varázs megtörjön, és szabadjára eressze a sötétséget. A varázslónő Udonna, észlelve a sötét erők visszatértét, megkereste az öt legendás harcost, öt tinédzsert Briarwood városából, hogy maga mellé állítsa őket, mint az öt Misztikus Power Rangert. Eleinte az egyikük vonakodott, de felismerte a sorsát és csatlakozott a többiekhez a harcban az Alvilág mestere és annak számtalan alattvalója ellen. Ám amikor megmentik a világot a gonosztól, Nick visszakapja anyját, Udonnát. Habár Udonna nem lehet együtt fiával, ők ketten mindig szeretni fogják egymást.
Miután Udonna elvesztette az erejét egy csatában a titokzatos Koragg ellen, Nickre, Chipre, Madisonra, Vidára, és Xanderre került a sor, hogy saját erejükből megmentsék a Földet. A csatában segítőjükké vált Udonna ügyetlenkedő tanítványa Clare, majd Jenji a Dzsinn és gazdája Daggeron, a Szolárisz Lovag.

## Szereplők

### Rangerek
- Nick Russell

A Vörös Misztikus Ranger; habár Nick volt az utolsó a csapatban, aki elfogadta a bűvös hatalmat, neki lett a legnagyobb lehetősége a varázserőre, miután később kiderült, hogy ő Bowen, a Fény, Leanbow és Udonna fia. Vörös Misztikus Rangerként, képes uralni a tüzet és át tud változni a Misztikus Főnixszé és a Misztikus Tűzmadárrá. Nick személyisége messzemenőkig a legellentmondóbb. A Misztikusok közül ő lett a legerősebbnek megítélve, mégis ő volt az egyetlen (Leanbow után), aki az Alvilág mesterének szolgájává vált; ő adta fel először a reményt, amikor minden elveszettnek tűnt, de később ő hozza vissza mind a reményt, mind a mágiát egy messzemenőkig borzalmas helyzetben; őt tették meg vezetővé, habár ő a legvakmerőbb és legérzelgősebb a Power Rangerek közül; és egy kicsit meg van keveredve Tűz Szívvel (lásd lentebb), mégis ő az egyetlen Ranger, aki tud parancsolni neki. Nick szerepét Firass Dirani alakította.
Magyar hang: Szabó Máté
- Vida Rocca

A Rózsaszín Misztikus Ranger; a Rocca nővérek fiúsabb tagja. Vida élvezi a lemezlovasi munkáját a Rock-Poriumban. Rózsaszín Misztikus Rangerként, az általa uralt elem a szél. Át tud változni a Misztikus Tündérré, a Misztikus Sárkánnyá, és a Misztikus Oroszlánná. Habár Madison a kettejük közül a legkönyörületesebb, Vida az, akinek sikerül felismerni a jóságot Matoomboban, a Tíz Rémség egyikében. Ugyan kezdetben utálta a rózsaszínt, de később megbarátkozott vele, és egy rózsaszín csík gyakran látható az eredetileg fekete hajába festve, amelyet a sorozat végén teljesen rózsaszínre fest. Vida szerepét Angie Diaz alakította.
Magyar hang: Böhm Anita
- Charlie "Chip" Thorn

A Sárga Misztikus Ranger; kezdetben ő volt a csapat egyetlen olyan tagja aki hitt a varázslatban, vámpírokban, és szörnyekben, és ő volt a leglelkesebb, mikor Rangerré vált. A Sárga Misztikus Rangerként, Chipnek meg van az uralma a villámok felett és képes átváltozni a Misztikus Garudává, a Misztikus Sárkánnyá, és a Misztikus Oroszlánná. Chip némileg lehet érzelgős, színpadias, és nyugodt sok különböző helyzetben; ez a legfőbb jellemvonása. Chip szerepét Nic Sampson alakította.
Magyar hang: Szalay Csongor
- Xander Bly

A Zöld Misztikus Ranger; Ausztráliából költözött az Egyesült Államokba még fiatalabb korában. Habár eleinte gúnyolták őt a kiejtése miatt, és együttérez azokkal, akik magányosak, sikerült elbájolóvá és néha egy kis flörtre hajlamossá válnia. Zöld Misztikus Rangerként, a földből nyer erőt és képes átváltozni a Misztikus Minotaurusszá, a Misztikus Sárkánnyá, és a Misztikus Oroszlánná. A Power Rangers: Túlpörgetve két epizódjában szerepel, mikor a korábbi ranger csapatok közül 5-en segíteni jönnek. Xander szerepét Richard Brancatisano alakította.
Magyar hang: Gacsal Ádám (Az Overdrive sorozatban Rangerként Szalay Csongor, civilben Előd Botond)
- Madison Rocca

A Kék Misztikus Ranger; az önjelölt "józan ésszel megáldott testvér". Madison egy törekvő filmkészítő és a legtanultabb és legkedvesebb tagja a csapatnak, képes bárkivel összebarátkozni. Kék Misztikus Rangerként, a víz erejét uralja és Képes átváltozni a Misztikus Sellővé, a Misztikus Sárkánnyá, és a Misztikus Oroszlánná. Madison szerepét Melanie Vallejo alakította.
Magyar hang: Sánta Annamária
- Udonna

A Fehér Misztikus Ranger; hatalmas varázslónő volt, mielőtt elveszítette a Ranger-erejét egy csatában Koragg ellen, de ő tanítja a Rangereket a varázslatra, és később visszaszerzi az erejét. Fehér Misztikus Rangerként a havat uralja. Ő Leanbow felesége és Nick anyja. Udonna szerepét Peta Rutter alakította.
Magyar hang: Szórádi Erika
- Daggeron

A Szolárisz Lovag; sok évig egy béka testébe volt zárva, majd miután Madison csókjának hatására visszaváltozott, majd segítette a Rangereket a harcban és a tanulmányaikban. Szolárisz Lovagként, az erejét a Napból nyeri. Harcban Daggeron a Szolár Sugár Megazordot irányítja. Daggeron szerepét John Tui alakította.
Magyar hang: Holl Nándor
- Leanbow

A Farkas Harcos; miután a Mestertől agymosást kapott, ő lett Koragg, a Farkas Lovag. Miután megmentette Udonnát a Mester erejétől, visszaszerezte az emlékeit, majd később a csatákban csatlakozott a Rangerekhez. Ő Udonna férje és Nick apja. Leanbow szerepét Chris Graham alakította.
Magyar hang: Rosta Sándor

### Segítők
Clare Langtree:
Udonna és Leanbow unokahúga, Nick unokatestvére, Niella lánya, és az Alvilág Kapuőrzője. A sorozat végére teljes erejű varázslónővé válik, hála a Misztikus Anyának. Hibásan és vaktában használta a varázserejét mielőtt teljes erejű varázslónővé vált volna. Claire szerepét Antonia Prebble alakította.
Magyar hang: Kokas Piroska
Niella:
Az előző Kapuőrző, Niella Udonna nővére, Clare anyja, Leanbow sógornője, és Nick nagynénje aki meghalt, amikor lezárta az Alvilág kapuját. Niellát is Antonia Prebble alakította.
Magyar hang: Kokas Piroska
Jenji:
Egy misztikus macskaszerű dzsinn, aki Daggeronnak segít a csatákban. (Voiced by Oliver Driver)
Magyar hang: Jakab Csaba
Tűzszív:
Egy hatalmas erőt birtokló sárkány, aki Nickkel egyesülve képes őt átváltoztatni a Vörös Sárkány Tűz Rangerré. Tűzszívet egyszer megemlíti a Power Rangera: Túlpörgetve évad "Minden áron" című részében (egy fordítási hiba miatt "Minden parton"-nak mondják az epizód elején) Andrew Hartford mikor mondja, hogy Toby adta el neki a sárkánypikkelyt, amely a Stabilizáló pajzshoz volt szükséges. A "Sötét Kívánság" második részében Tűzszív ideiglenesen csak Koragghoz hűséges.
Toby Slambrook:
A tinédzserek főnöke a Rock-Poriumban. A "Misztikus Sors" című epizód második részének végén Leelee anyjának lesz a fiúja. Tobyt is emlegeti Andrew Hartford a Power Rangers: Túlpörgetve "Minden Áron" című részében mikor mondja, hogy a briarwoodi lemezbolt tulajdonosától vásárolt egy pikkelyt Tűzszívről. Toby szerepét Barnie Duncan alakította.
Magyar hang: Karácsonyi Zoltán
Phineas:
Egy troblin (félig troll, félig goblin, magyarosabban félig kobold; a "Fényforrás" című epizódtól már félig törpe, félig koboldként lett lefordítva) aki az erdőt járja. Később Leelee barátjává válik, és a Rock Poriumban kezd el dolgozni. Nagyon vidám és barátságos. Szeret másokat átölelni. Phineas szerepét Kelson Henderson alakította.
Magyar Hang: Szokol Péter
Az Ősi Titánok:
Titokzatos lények, akik a morfizálódáskor jelennek meg és néha erőt kölcsönöznek a Titán Megazordhoz.
A Misztikusok:
Leanbow társai a Nagy Háborúban.
A Mágikus Bíróság:
Minden mágia kormányzó szervei, akik visszavonták Imperious kívánságát, és felruházták a Rangereket a Rege Erővel a "Sötét Kívánságban".
Leelee Pimvare:
Egy sznob briarwoodi tinédzser, Necrolai lánya, aki végül otthagyta a sötét oldalt és munkát vállalva a Rock Poriumban egy új, normális életbe kezdett. Később a Rangerek barátjává vált. Vonzónak találja Phineast az optimista hozzáállása és a testi ereje miatt. Miután "jóvá" vált, a Rock-Poriumba ment dolgozni. A vezetékneve a vampire-nek, magyarra lefordítva a vámpírnak anagrammája. Leeleee szerepét Holly Shanahan alakította.
Magyar hang: Dögei Éva
Nikki Pimvare:
Necrolai emberi formában, miután valamennyi vámpírerejét felhasználta, hogy felélessze Daggeront, Leanbowt, Itassist és Jenjit.
Magyar hang: Csampisz Ildikó
A Hóherceg:
Egy Ősi Misztikus, aki egy hóval fedett alternatív dimenzióban él. Ő volt a Misztikusok mentora, és ő figyelmeztette Daggeront, hogy letért a tudás ösvényéről, és arra szólította fel ezért Szoláriszt, hogy tanuljon Nicktől. Hóherceg angol hangját Paolo Rotondo kölcsönözte.
Magyar hang: Pálmai Szabolcs
A Misztikus Anya:
Minden Mágia Úrnője, aki egy láthatatlan mágikus dimenzióban uralkodik. Udonna szerint régen Ritának hívták, és gonosz szíve volt. (A rajongók feltételezik, hogy ő Rita Repulsa, az első Rangerek ellensége, de néhány rajongó szerint ez lehetetlenség, mert megfigyelve a sorozat idővonalát, Misztikus Anya a Nagy Háborúban is részt vett húsz évvel korábban, márpedig Rita egy kicsit később szabadult ki holdbeli börtönéből. Ezek a rajongók feltételezik, hogy Misztikus Anya csak az anyja az első évadból ismert Ritának. Az igazság viszont az, hogy az eredeti Super Sentai sorozat kópiáit gyakran használják fel a Power Rangers jeleneteihez, és az eredeti változatban a színésznő ugyanaz volt mindkét esetben, az alkotók pedig kegyeletből egyesítették a két karaktert, mert a színésznő abban az évben hunyt el.) Machiko Soga alakította és Susan Brady kölcsönözte a hangját, akárcsak Rita Repulsához.

### Ellenségek
- A Mester

Az Alvilág Hatalmas ura, aki egy koponya formájában jelenik meg, rengeteg polipcsáppal. Az igazi formája akkor mutatkozik meg, amikor átveszi az uralmat Matoombo teste felett. Végül a nyolc Misztikus Ranger pusztította el, mikor az emberek hite felerősítette őket. "A Mester" angol hangját John Leigh kölcsönözte.
Magyar hang: Vass Gábor
- Morticon

Egy meg-nem-holt tábornok, aki a Mester hadseregét vezette. A Titán Megazorddal sikerült elpusztítani. Morticon angol hangját Andrew Robert kölcsönözte.
Magyar hang: Bácskai János
- Necrolai

Az Alvilág Sötét Varázslónője, a Vámpírok Királynője, és Leelee anyja. Necrolai nagyravágyó, arra vágyik, hogy káoszt okozzon és azt fenntarthassa örökké. Az utolsó részben átállt a jó oldalra és az erejét felhasználva felélesztette Itassist, Leanbowt, Daggeront, és Jenjit. Ezután erőtlenné vált, és egy emberi nővé változott. Necrolai angol hangját Donogh Rees kölcsönözte.
Magyar hang: Csampisz Ildikó
- Koragg, a Farkaslovag

Igazából Udonna férje és Nick apja. Leanbowt a Mester sötét varázslata változtatta át Koraggá. Harcolt a Rangerek ellen, többször is legyőzve őket, az "Örökös a láthatáron" című részig, amikor megtudja az igazat és visszaváltozik Leanbowá. Koraggként , Leanbow gyakran egy nemes harcosként működött, aki megvetette a csalást és számos alkalommal döntött úgy, hogy megkíméli a Rangerek életét, mert legyőzésüket nem találta elég nagy dicsőségnek. Koragg angol hangját Geoff Dolan kölcsönözte.
Magyar hang: Németh Gábor
- Imperious

Egy múmia kinézetű varázsló, régen Calindor néven a Misztikusok barátja volt, aki átvette Morticon helyét, mint az Alvilág vezetője. Azt tervezte, hogy megdönti a Mestert, de Daggeron idő előtt elpusztította őt. Calindor szerepét Will Hall alakította, Imperious angol hangját pedig Stuart Devenie kölcsönözte.
Magyar hang: Sztarenki Pál
- A Tíz Rémség: A mester legerősebb szolgái
- Magma:Egy tűzdémonszerű, buzogánnyal felfegyverzett szörny. Elsőnek lett a Tíz Rémség közül kiválasztva a Rangerek elpusztítására. Miután alulmaradt a Rangerekkel szemben, Sculpin megölte őt. Magma angol hangját Greg Smith kölcsönözte.

Magyar hang: Melis Gábor
- Oculous:Egy vörösszemű, robotszerű küklopsz, aki egy szuronyos puskát használ fegyver gyanánt. Másodiknak lett a Tíz Rémség közül kiválasztva a Rangerek elpusztítására. Nick pusztította el Vörös Sárkány Tűz Rangerként. Oculous angol hangját Andrew Laing kölcsönözte.

Magyar hang: Albert Péter
- Serpentina:Egy türkizszínű, kígyószerű, tükrös pajzzsal felfegyverezett gorgószörny, aki Megahornhoz hasonlóan nem tiszteli a Sötétség Törvényeit. Harmadiknak lett kiválasztva a Rangerek elpusztítására, de ő is elbukott; a Mantikór Megazorddal pusztították el. Serpentina angol hangját Sally Stockwell kölcsönözte.
- Megahorn:Egy kardforgató, csontpáncéllal ellátott, sárkányszerű szörny akit nem érdekelnek a Sötétség Törvényei. Negyediknek lett kiválasztva a Rangerek elpusztítására, de szintén kudarcot vallott; a Mantikór Megazord és a Szolársugár Megazord ereje végzett vele. Megahorn angol hangját Dallas Barnett kölcsönözte.

Magyar hang: Maday Gábor
- Hekatoid:Egy falánk, zöld, karddal felfegyverzett varangyszörny. Foglyul ejtette Udonnát, majd ő lett az ötödik kiválasztott, de szintén elbukott; a Misztikus Oroszlán Botok kettes kódja és Udonna Hó Botja okozta a vesztét. Hekatoid angol hangját Charlie McDermott kölcsönözte.

Magyar hang: Rudas István
- Gekkor:Egy lándzsával harcoló vízisárkányszerű szörny. Leanbow pusztította el őt, mikor megpróbálta elfogni a menekülő Matoombot. A hatodikként elpusztított Rémség, és az első olyan ellenség, akit Leanbow Farkas Harcosként pusztított el. Ő volt az első legyőzött ellenség, akit nem választottak ki az Ítélet Kövének varázserejével. Gekkor angol hangját Mark Ferguson kölcsönözte.
- Matoombo:A hatodik kiválasztott Rémség. Egy erős, szürke titángladiátor, rejtett szemekkel. Később kiderült, hogy van a szívében könyörület és megpróbált Vida segítségével elmenekülni az Alvó Tóhoz (Vida felismerte a benne levő jóságot), de ott Sculpin megölte őt, hogy a Mester elfoglalhassa a testét, és felölthesse az igazi alakját. Ismeretlen körülmények között feléledt a "Misztikus Sors" végén és Vida mellett kezdett el dolgozni, mint lemezlovas. Matoombo angol hangját Cameron Rhodes kölcsönözte.

Magyar hang: Szinovál Gyula
- Itassis:Egy szfinxszörny egy karra erősített páncélököllel; a Tíz Rémség egyike. Hetediknek lett kiválasztva, majd jó útra tért, miután megismertették vele a bátorság erejét. Itassiss angol hangját Josephine Davison kölcsönözte.
- Fekete Lovag:Egy pajzzsal és lándzsával felfegyverezett fekete lovagszörny. Az utolsó Rémség, aki megtámadta a Rangereket. A Rangerek Misztikus Pecsétvarázslata által halt meg. A Fekete Lovag angol hangját Derek Judge kölcsönözte.
- Sculpin:Egy vörös halszerű lény, a Tíz Rémség vezére, aki egy háromágú szigonyt használ fegyver gyanánt. Itassis végzett vele. Sculpin angol hangját Peter Daube kölcsönözte.

Magyar hang: Varga Tamás
- Gyalogok:
- Iszonyatok
- Sztixoidok (Nick Kemplen és Jim McCartney kölcsönözte a hangjukat)

### Főszereplő (Mystic Force csapat)
| Szerep                                  | Színész              | Magyar hang     |
| --------------------------------------- | -------------------- | --------------- |
| Nick Russell / Vörös Misztikus Ranger   | Firass Dirani        | Szabó Máté      |
| Xander Bly / Zöld Misztikus Ranger      | Richard Brancatisano | Gacsal Ádám     |
| Chip Thorn / Sárga Misztikus Ranger     | Nic Sampson          | Szalay Csongor  |
| Madison Rocca / Kék Misztikus Ranger    | Melanie Vallejo      | Sánta Annamária |
| Vida Rocca / Rózsaszín Misztikus Ranger | Angie Diaz           | Böhm Anita      |
| Daggeron / Szolárisz Lovag              | John Tui             | Holl Nándor     |
| Udonna / Fehér Misztikus Ranger         | Peta Rutter          | Szórádi Erika   |
| Leanbow / Farkas Harcos                 | Chris Graham         | Rosta Sándor    |

### Mellékszereplők
| Szerep                           | Színész                                  | Magyar hang       |
| -------------------------------- | ---------------------------------------- | ----------------- |
| Clare Langtree / Kapuőr II       | Antonia Prebble                          | Kokas Piroska     |
| Niella / Kapuőr                  | Antonia Prebble                          | Kokas Piroska     |
| Phineas                          | Kelson Henderson                         | Szokol Péter      |
| Jenji                            | Oliver Driver (hang)                     | Jakab Csaba       |
| Snow Prince (A Hóherceg)         | Paolo Rotondo (hang)                     | Pálmai Szabolcs   |
| Mystic Mother (A Misztikus Anya) | Machiko Soga (színész) Susan Brady(hang) | ?                 |
| Toby Slambrook                   | Barnie Duncan                            | Karácsonyi Zoltán |
| Leelee Pimvare                   | Holly Shanahan                           | Dögei Éva         |
| Nikki Pimvare                    | Donogh Rees                              | Csampisz Ildikó   |

### Gonosztevők
| Szerep                          | Színész                                     | Magyar hang     |
| ------------------------------- | ------------------------------------------- | --------------- |
| Octomus / The Master (A Mester) | John Leigh (hang) Firass Dirani (színész)   | Vass Gábor      |
| Morticon                        | Andrew Robertt (hang)                       | Csampisz Ildikó |
| Necrolai                        | Donogh Rees (hang) Brigitte Berger(színész) | Csampisz Ildikó |
| Koragg / A Farkaslovag          | Geoff Dolan (hang)                          | Németh Gábor    |
| Leelee Pimvare                  | Holly Shanahan                              | Dögei Éva       |
| Imperious / Calindor            | Stuart Devine (hang) Will Hall (színész)    | Sztarenki Pál   |
| Magma                           | Greg Smith (hang)                           | Melis Gábor     |
| Oculous                         | Andrew Laing (hang)                         | Albert Péter    |
| Serpentina                      | Sally Stockwell (hang)                      | ?               |
| Megahorn                        | Dallas Barnett (hang)                       | ?               |
| Hekatoid                        | Charlie McDermott (hang)                    | ?               |
| Matoombo                        | Cameron Rhodes (hang)                       | Szinovál Gyula  |
| Gekkor                          | Mark Ferguson (hang)                        | ?               |
| Itassis                         | Josephine Davidson (hang)                   | ?               |
| Black Lance                     | Derek Judge (hang)                          | ?               |
| Sculpin                         | Peter Daube (hang)                          | Varga Tamás     |

### Szörnyek
| Szerep                                          | Színész                                                   | Magyar hang     |
| ----------------------------------------------- | --------------------------------------------------------- | --------------- |
| Mucor                                           | John Callen (hang)                                        | ?               |
| Clawbster                                       | Bruce Hopkins (hang)                                      | ?               |
| Taxi Cab Monster                                | Derek Judge (hang)                                        | ?               |
| Flytrap                                         | Otis Frizzell (színész) Ross Girven (hang)                | ?               |
| Vida Rocca (Vampire) (Vámpír)                   | Angie Diaz (hang)                                         | Böhm Anita      |
| Styxoid                                         | Nick Kemplen (hang)                                       | ?               |
| Skullington                                     | Campbell Cooley (hang)                                    | ?               |
| The Oracle                                      | Jon Brazier (hang)                                        | ?               |
| Jester The Pester                               | Greg Ward (hang)                                          | ?               |
| Behemoth                                        | Patrick Kake (hang)                                       | ?               |
| Gnatu                                           | Callie Blood (hang)                                       | ?               |
| Spydex                                          | Millen Baird (hang)                                       | ?               |
| Screamer                                        | Lori Dungey (hang)                                        | ?               |
| Warmax                                          | Mark Wright (hang)                                        | ?               |
| Shrieker                                        | Susan Brady (hang)                                        | ?               |
| 50 Below                                        | Paul Minifie (hang)                                       | ?               |
| Fightoe                                         | Jason Hoyte (hang)                                        | ?               |
| Undead Tribunal Warriors                        | Glen Levy (hang)                                          | ?               |
| Chimera                                         | Adam Gardiner, Lauren Jackson & Oscar Burt-Shearer (hang) | ?               |
| Red Mystic Ranger (Evil Clone)                  | Firass Dirani (hang)                                      | Szabó Máté      |
| Green Mystic Ranger (Evil Clone)                | Richard Brancatisano (hang)                               | Gacsal Ádám     |
| Yellow Mystic Ranger (Evil Clone)               | Nic Sampson (hang)                                        | Szalay Csongor  |
| Blue Mystic Ranger/Giant Frog                   | Melanie Vallejo (hang)                                    | Sánta Annamária |
| Pink Mystic Ranger/Giant Frog                   | Angie Diaz (hang)                                         | Böhm Anita      |
| Nick Russell/Koragg The Knight Wolf (Possessed) | Firass Dirani (színész)                                   | Szabó Máté      |

## Rangers-Sentai különbségek
A Power Rangers sorozat évadjait az 1975-ben debütált, nyugaton kevésbé ismert Super Sentai évadjainak felhasználásával készítették az alkotók, de mint minden Power Rangers-évadban, úgy ebben az évadban is vannak jelentős változtatások. Ezen változtatások zöme általában a Japánban elfogadott, de Amerikában helytelenített erőszakos jelenetek megváltoztatása, bizonyos szereplők eltávolítása és újak létrehozása, továbbá bizonyos jelenetek komolyabbá tétele. A legfőbb különbség a két sorozat között, hogy a Super Sentai évadjai gyerekeknek készülnek, de felnőttesebb elemek is szerepelnek bennük, míg Amerikában a tizenéves közönségnek készítik, de sok esetben gyerekesebbre sikerül alkotni, amelynek eredménye, hogy az évad nem arat nagy sikert a nézők körében.
A Power Rangers Mystic Force forrása a Mahou Sentai Magiranger volt (Mágikus Varázsőrző Akciócsoport), de általában csak Magirangernek nevezik. Ezt az évadat 2005 és 2006 között sugározták Japánban. Az epizódjainak száma 49 (átlagos epizódszám a Sentai évadaknál) és két mozifilm is készült belőle, melynek egyike az előző évaddal egy összekapcsolás.

### Alapvető különbségek
- A Magiranger hősei egy család, míg a Mystic Force szereplői csak jó barátok (Vida és Madison testvérek csak), és csak a vörös ranger szüleit ismerjük. Ezzel ellentétben a Magiranger szereplői öt testvér, az ő szüleik, és egy hős, aki később a Kék Varázsló férjeként válik családtaggá. És a testvérek közül egyik sem dolgozik lemezboltban, a cselekmény pedig nem egy erdőben játszódik.
- A Misztikus erőkben nem kapunk képet a hősök szerelmi életéről, a Magirangerben viszont a Vörös és a Zöld varázslónak is van szerelme, a Rózsaszín varázslónak több emberrel is randevúzik amikor tud, a Kék varázsló pedig férjhez is megy a történet vége előtt nem sokkal. A Sárga varázslónak csak egy részben van szerelmi ügye, amikor egy Neries nevű szörny egy élőhalott modellt, Mamija Reit arra készteti, hogy hárfajátékával férfiakat csalogasson hozzá, akiket elfogyaszthat. De amikor Tsubasa arra jár, Rei ujja megsérül, így a zene abbamarad, Tsubasa pedig később megtudja az igazat és segít neki, de sajnos ők nem lehetnek egy pár, mert Rei nem maradhat életben Neries varázslata nélkül.
- A Misztikus erőkben összezavaró hatást gyakorol, hogy Megahorn állítása szerint Daggeron ősi misztikus-formája, mellyel Leanbow, Imperious és Clare is rendelkezik a legerősebb megjelenési forma. Mégis, mikor a Mester elszívja a Ranger-erejét, ő is és Leanbow is gyengébbnek bizonyul. Ez azért van, mert az amit az alkotók ősi misztikus formaként mutatnak, az a Magirangerben a Magitopiában lakó Égi szentek igazi megjelenési formája, mivel ők már nem emberek. Égi szent Daggeron, Leanbow, Imperious és Clare japán megfelelőjén kívül Chronogel, aki heggyé lett változtatva, továbbá a Hóherceg, a Misztikus anya és az Ősi titánok megfelelői is (ők alapították Magitopiát). A hősök is lehetőséget kapnak erre, de Sungel figyelmezteti őket, hogy ebben az állapotban a földi emlékeik örökké kitörlődnek.
- A Misztikus erők rendelkezik olyan gyakori szereplőkkel, akiknek az eredeti Magirangerben nincsenek megfelelőik (Phineas, Leelee, Toby, Tűzszív, a Jós, a mágikus bíróság) és a Magirangerben is van, aki nem lett adaptálva (Mandoraboy, Yuka, Eriko, Tetsuya, Mamiya Rei, Nai és Mea, Glum király). Másoknak csak a jelleme lett alaposan átalakítva, de olyan szereplő is megtalálható mind a hősök, mind az ellenségeik részéről, akiknek a neme lett átalakítva a Misztikus erőkben (pl.: Snowgiel)
- A Misztikus erők tagjai nem harcolnak együtt egy közös ellenség ellen az előző évad hőseivel, az SPD (Space Patrol Delta) Rangereivel, míg a Magirangerek egy mozifilm-kiadásban a Dekaranger hőseinek segítségével küzdenek meg a más galaxisból érkezett, és Infershiával lepaktált Arugoruval és Apollossal. Az egyetlen ehhez hasonlatos kaland, amikor Jenji egy szeméttelepen belebotlik Piggybe, az SPD Rangerek barátjába, aki még új a Földön, és még nem tudja, hogy 2025-ben barátságot köt öt olyan harcossal, akik földönkívüli bűnözők letartóztatásával foglalkoznak. (A Dekarangerek a jelenben élnek, de az SPD 2025-ben játszódik)
- A Misztikus erőkben kevesebb varázsige található. Az elején sokszor sajátítanak el új varázsigét, de ez egy idő után abbamarad, míg a Magirangerben szinte minden részben egy új varázsigét vesznek igénybe, amelyet az epizód végén Mandoraboy összegez a közönség számára. Amikor nincs új varázsige akkor Nai és Mea csinálják ugyanezt az Infershiaiak varázsigéivek. Ebben a kategóriában még különbség, hogy míg a Misztikus erőkben a varázsszavak görög és kelta nyelvű szavak, addig a Magiranger varázsigéi mind japánul vannak.

### Történet
A Power Rangers Misztikus Erőkben egy Nick nevű árva fiú Briarwood mellett motorozva egy földrengésre lesz figyelmes, később segíteni akar egy öregembernek, aki azt állítja, hogy a testvérét magával ragadta valami szörny az erdőben, amelybe egyik lakos se mer bemenni. Nick segíteni akar ennek az embernek, majd a Rock Porium dolgozói is csatlakoznak hozzá. Itt találkoznak Udonnával, aki segít nekik Power Rangerré válni, majd miután a varázserejét elveszíti, mágiára tanítja a csapatot, hogy felvehessék a harcot az Alvilággal szemben. Később csatlakozik hozzájuk Daggeron, majd Koragg múltjára derül fény. A történet végén pedig az Alvilág urának legyőzése után a város és az erdő lakói együtt élnek egymással, Nick pedig az igazi szülei megtalálása után visszatér a nevelőszüleihez, hogy bemutassa nekik Leanbowt és Udonnát.
A Magiranger viszont az Ozu családdal kezdődik, melynek tagjai Ozu Mijuki és az ő gyermekei. Miután egy nap Mijuki egy különleges erőt érez és a családot egy szörny támadja meg, ő átalakul MagiMotherré, a Fehér Mágussá és legyőzi a szörnyet. Otthon elmondja gyermekeinek, hogy ő varázsló, aki az égi királyságból, Magitopiából kap varázserőt az ott lakó Égi Szentektől, akit pedig legyőzött, az a Földalatti Infershai Birodalom katonája volt. Magitopia és Infershia régen háborúztak egymással, majd nagy áldozatok híján Infershiát a felszín alá zárták, de tudták, hogy ez a varázslat nem fog örökké tartani. Mijuki ezért úgy dönt, hogy varázserővel látja el a gyerekeit is, akik kénytelenek egyedül boldogulni, miután ő egy csatában meghal a Sötét Mágia Lovagjának, Wolzardnak keze által. A csapathoz később egy égi szent Sungel (földi nevén Hikaru) csatlakozik, majd Wolzardról derül ki, hogy valójában ő Isamu, az Ozu testvérek apja, Mijukit pedig nem ölte meg aznap. A történet végén Infershia és a varázslók békét kötnek egymással, és mindenki éli a maga életét boldogan.

### Az Ozu Család
- Ozu Kai

A csapat (és a család) legfiatalabb tagja. Utolsóként jött világra, de a Magitopiai törvények értelmében a csapat vezére, mivel MagiRed (Vörös varázsló), a Főnix erejének birtokosa és az égető tűz ura. Ő volt az egyetlen, akinek Mijuki nem akart varázserőt adni, mondván, hogy túl vakmerő, és ezzel könnyen veszélybe sodorhatja magát. Végül felveszi a harcot Wolzarddal, és belőle is varázsló lesz. Mint a legfiatalabb testvér, még középiskolás és az iskolai labdarúgócsapat tagja. Kényelmetlenségeket okoz számára, hogy a varázsló énjét rejtegetnie kell még a szerelme elől is, ezenkívül a csapat tagjai többször kezelik a kora miatt gyerekként. Nickkel ellentétben, őt nem láthatta a közönség motoron, és nincs különleges ereje. Ő és testvérei csak kétféle erőt birtokolnak: a bátorság és a családi kötelék erejét. És mivel Tűzszív kizárólag az amerikai verzióban szerepel, Kai nem tud sárkányerőre szert tenni. A mágián belül az alkimizmusban tanúsítja a legtöbb jártasságot.
- Ozu Tsubasa

Kai bátyja, és a negyedikként megszületett testvér. MagiYellowként (Sárga varázslóként) rangban második a csapatban, emellett Garuda erejének birtokosa és a vágtázó villámok ura. Sokkal komolyabb figura, mint Chip, nem képes mindenből viccet csinálni, és egyáltalán nem olyan lelkes, viszont jóval szarkasztikusabb mint amerikai megfelelője. Eleinte vonakodott varázslóvá válni, később kiderül, hogy éppen akkor kellett felvenniük a harcot Infershiával, amikor valóra akarta váltani régi vágyát, az ökölvívást (a következő évad egyik mozifilmkiadásában, a Boukenger vs. Super Sentaiban már űzi ezt a sportot). Amikor bátyja nincs jelen, felelősnek érzi magát a testvéreiért, mint a másodiknak megszületett fiútestvér. A mágián belül a bájitalkészítéshez ért a legjobban.
- Ozu Urara

Kai és Tsubasa nővére, és a harmadszülött testvér. MagiBlueként (Kék varázslóként) harmadrangú csapattag, a Sellő erejének birtokosa, és a hullámzó víz úrnője. A család legháziasabb tagja, anyjuk halála után ő veszi át a házimunka gondjait, és amikor egy részben a család költőpénze átmenetileg elvész a lakásban, mindent megtesz, hogy tudjanak egy kicsit spórolni. Közös vonása Madisonnal, hogy a békáktól ő is fél, de Sungelt ő változtatja vissza a csókja erejével. Viszont Madison és Daggeron viszonyával ellentétben, Urara apránként gyengéd érzelmeket kezd el Sungel iránt táplálni, melynek eredményeként a sorozat vége előtt nem sokkal összeházasodnak. Urara a jóslásban jártas, de csak ritkán sikerül a tudományának hasznát venni.
- Ozu Houka

Kai, Tsubasa és Urara nővére, a család második gyermeke. MagiPinkként (Rózsaszín mágus) rangban negyedik a csapatban, emellett a Tündér erejének birtokosa és a fújó szél úrnője. Vidával nincsenek közös vonásai. A rózsaszínnel nincs semmi baja, a mágiáról már azelőtt ábrándozott, mielőtt tudott volna az anyja titkáról, sokkal nőiesebb és vidámabb, továbbá színész és nem lemezlovas. Egyik részből kiderül, hogy ha van rá ideje, egy nap alatt több fiúval is randevúzik. Az átváltozásban a legjártasabb, habár általában csak rózsaszín dolgokká képes átalakulni. Leggyakrabban egy rózsaszín ventilátor alakját ölti magára, mellyel szelet képes kavarni.
- Ozu Makito

Kai, Tsubasa, Urara és Houka bátyja. Elsőszülött, MagiGreenként (Zöld varázsló), a Minotaurusz erejének birtokosa és a bődülő föld ura. Eleinte zavarja, hogy utolsó a rangsorban, de aztán egy zöld málnabokor és vörös színű termése ráébreszti, hogy a csapatban rá is szükség van, főleg a két erős karjára, amely a testvérek közül neki adatott meg a legjobban. Legidősebb testvérként mindig magabiztos, és felelősnek érzi magát a társaiért. A család anyagi helyzeteit is legfőképpen ő és a ház mellett létesített zöldségeskertje fedezi, melyben gyakran foglalatokodik szabad idejében, vagy ha éppen valami nyomasztja. Xander nagyképűségét nem birtokolja, és nem is olyan hiú, hogy egy kezdő varázsló főzetét magára fújja, hogy egy pattanást eltűntessen magáról, majd kis híján fává változzon. Míg Xander külföldről érkezett, addig Makito álma, hogy külföldön tanulhasson és míg Xandernek nincsenek tartósabb nő-ügyei, addig Makitonak van szerelme. A mágián belül a gyógynövényekhez ért a legjobban, magát pedig gyakran csak anikinek (bátyónak) nevezi a testvérei előtt.
- Hikaru/Sungel

Amikor az Infershia elleni háborúban az Égi szenteket elárulta Raigel, a villámok szentje, Hikaru harcba bocsátkozott vele, de aztán ő Raigelt múmiává változtatta, őt pedig Raigel békává. Végül Hikaru egy barlangba varázsolta mindkettejüket, és egy erőpajzsot hozott létre, amely Infershia erőit nem engedte be oda. De amikor a varázslókon keresztül sikerült az ellenségnek rátenni a kezét Raigelre, Hikaru a varázslókhoz fordult, majd Urara csókja által visszanyerte az emberi testét. Magishineként (Fénylő varázslóként) a fénylő nap ura, Sungelként a nap Égi szentje. Miután felfedezi a varázslók harcmodorának hátrányait, a mesterükké válik, és a végső csata után ő is családtag lesz Urara férjeként. Daggerontól főleg az különbözteti meg, hogy fiatalabb külleme van, és az ő visszaváltoztatásához mindenképpen a Kék varázsló csókjára volt szükség.
- Ozu Mijuki

A varázslók anyja, később Hikaru anyósa. Kevés szerepe van, mert a történet elején Wolzarddal harcol, aki egy varázslattal véget vet az életének. Csak a sorozat vége felé derül ki, hogy amikor abban a csatában Mijuki eltalálta őt egy varázslattal, Wolzard átmenetileg visszanyerte a régi személyiségét, és mivel tudta, hogy ez nem fog sokáig tartani, egy másik dimenzióba varázsolta a feleségét, ahol tranzban feküdt hosszú ideig, majd Toad, Infershia egyik istene foglyul ejtette őt, de addigra a gyerekei már mindent tudtak, ezért megmentették őt. A misztikus rangerekkel ellentétben, nekik nem volt szükségük egy vámpír lánya és egy troblin segítségére. Udonna karakterétől meg főleg az különbözteti meg, hogy a 2. és a 43. rész között nem jelenik meg személyesen, csak a varázslók emlékeznek rá gyakran. Magimotherként (Varázsló anyaként) a Fehér varázsló és a csillogó jég úrnője.
- Ozu Isamu

A testvérek apja, Mijuki férje és Hikaru apósa. Szinte mindenben hasonló Koragghoz, kivéve hogy ő és a felesége nemcsak a Vörös varrázslónak a szülei. De Koragghoz hasonlóan ő is becsülettel harcol, ő is hadba szállt Infershiával, amikor a varázslók még gyerekek voltak (csak Makitonak voltak róla még emlékei), és ő is át lett változtatva az ellenség szolgájává, míg a felesége halottnak hitte, a gyerekei pedig azt, hogy fontos ügyben külföldön tartózkodik. Wolzardként (Farkas varázslóként) a Sötét Mágia lovagja, Wolzard Fireként (Tűzfarkas varázslóként) a vérszomjas haragvó tűz ura.

## Évados áttekintés
| Évad | Évad | Részek száma | Részek száma | Eredeti sugárzás  | Eredeti sugárzás   | Eredeti adó | Magyar sugárzás | Magyar sugárzás | Magyar adó |
| Évad | Évad | Részek száma | Részek száma | Évadbemutató      | Évadzáró           | Eredeti adó | Évadbemutató    | Évadzáró        | Magyar adó |
| ---- | ---- | ------------ | ------------ | ----------------- | ------------------ | ----------- | --------------- | --------------- | ---------- |
|      | 1.   | 32           | 32           | 2006. február 20. | 2006. november 13. | Jetix       | n. a.           | n. a.           | Jetix      |

## Epizód

### 1. évad (14.évad 2006)
| Sor. | Év. | Cím                                                  | Rendező           | Író             | Premier              |
| ---- | --- | ---------------------------------------------------- | ----------------- | --------------- | -------------------- |
| 573. | 1.  | Megtört varászige, 1.rész (Broken Spell, Part I)     | John Laing        | Bruce Kalish    | 2006. február 20.    |
| 574. | 2.  | Megtört varászige, 2.rész (Broken Spell, Part II)    | John Laing        | Bruce Kalish    | 2006. február 20.    |
| 575. | 3.  | Kódrombolók (Code Busters)                           | John Laing        | Jackie Marchand | 2006. február 27.    |
| 576. | 4.  | Kőkemény (Rock Solid)                                | Charlie Haskell   | Jackie Marchand | 2006. március 3.     |
| 577. | 5.  | Suttogó hangok (Whispering Voices)                   | Charlie Haskell   | John Tellegen   | 2006. március 13.    |
| 578. | 6.  | Legendás Catastros (Legendary Catastros)             | Charlie Haskell   | John Tellegen   | 2006. március 20.    |
| 579. | 7.  | Tűzszív (Fire Heart)                                 | Mark Beesley      | David Garber    | 2006. március 27.    |
| 580. | 8.  | Idegen csapatban, 1.rész (Stranger Within, Part I)   | Mark Beesley      | Bruce Kalish    | 2006. április 3.     |
| 581. | 9.  | Idegen csapatban, 2.rész (Stranger Within, Part II)  | Mark Beesley      | Bruce Kalish    | 2006. április 17.    |
| 582. | 10. | Megfásult Xander (Petrified Xander)                  | Andrew Merrifield | John Tellegen   | 2006. április 24.    |
| 583. | 11. | A Kapuőr, 1.rész (The Gatekeeper, Part I)            | Andrew Merrifield | Jackie Marchand | 2006. május 8.       |
| 584. | 12. | A Kapuőr, 2.rész (The Gatekeeper, Part II)           | Andrew Merrifield | Jackie Marchand | 2006. május 15.      |
| 585. | 13. | Ijedős Cica (Scaredy Cat)                            | Charlie Haskell   | Bruce Kalish    | 2006. június 5.      |
| 586. | 14. | Nagyon régen (Long Ago)                              | Charlie Haskell   | John Tellegen   | 2006. június 12.     |
| 587. | 15. | Belső erő (Inner Strength)                           | Charlie Haskell   | Matt Hawkins    | 2006. június 12.     |
| 588. | 16. | Lélekrabló szellem (Soul Specter)                    | Charlie Haskell   | Jackie Marchand | 2006. június 19.     |
| 589. | 17. | Rangerek bajban (Ranger Down)                        | Jonathan Brough   | John Tellegen   | 2006. június 26.     |
| 590. | 18. | Sötét kívánság, 1.rész (Dark Wish, Part I)           | Mark Beesley      | John Tellegen   | 2006. július 10.     |
| 591. | 19. | Sötét kívánság, 2.rész (Dark Wish, Part II)          | Mark Beesley      | Bruce Kalish    | 2006. július 10.     |
| 592. | 20. | Sötét kívánság, 3.rész (Dark Wish, Part III)         | Mark Beesley      | Jackie Marchand | 2006. július 10.     |
| 593. | 21. | Koragg tárgyalása (Koragg's Trial)                   | Jonathan Brough   | John Tellegen   | 2006. július 22.     |
| 594. | 22. | Örökös a láthatáron, 1.rész (Heir Apparent, Part I)  | Jonathan Brough   | Jackie Marchand | 2006. július 29.     |
| 595. | 23. | Örökös a láthatáron, 2.rész (Heir Apparent, Part II) | Jonathan Brough   | Jackie Marchand | 2006. augusztus 11.  |
| 596. | 24. | A fény (The Light)                                   | Andrew Merrifield | Bruce Kalish    | 2006. augusztus 14.  |
| 597. | 25. | A vadász (The Hunter)                                | Andrew Merrifield | John Tellegen   | 2006. augusztus 20.  |
| 598. | 26. | Kemény fejek (Hard Heads)                            | Andrew Merrifield | Matt Hawkins    | 2006. szeptember 18. |
| 599. | 27. | A hóherceg (The Snow Prince)                         | Andrew Merrifield | Jackie Marchand | 2006. szeptember 25. |
| 600. | 28. | Fény Forrás, 1.rész (Light Source, Part I)           | Charlie Haskell   | John Tellegen   | 2006. október 9.     |
| 601. | 29. | Fény Forrás, 2.rész (Light Source, Part II)          | Charlie Haskell   | John Tellegen   | 2006. október 9.     |
| 602. | 30. | A visszatérés (The Return)                           | Charlie Haskell   | Bruce Kalish    | 2006. október 30.    |
| 603. | 31. | Misztikus sors, 1.rész (Mystic Fate, Part I)         | Mark Beesley      | Jackie Marchand | 2006. november 13.   |
| 604. | 32. | Misztikus sors, 2.rész (Mystic Fate, Part II)        | Mark Beesley      | Bruce Kalish    | 2006. november 13.   |